# Inundaciones de Tennessee de 2010
Las inundaciones de Tennessee de 2010 fueron una serie de inundaciones en el centro y oeste de Tennessee, centro sur y occidente de Kentucky y norte de Misisipi  en Estados Unidos como resultado de una lluvia torrencial de 1 y 2 de mayo de 2010. Las inundaciones afectaron la zona por muchos días, provocando muertes y daños materiales.
La lluvia causó 17 pulgadas (43 cm) de precipitación. El Río Cumberland se creció a 51.86 pies en Nashville, un nivel no visto desde 1937, en la cual fue mucho antes de que se implementaran las medidas de inundaciones por el U.S. Army Corps of Engineers. El récord fue sobrepasado en el Río Cumberland en Clarksville, el Río Duck en Centerville y Hurricane Mills, el Río Buffalo en Lobelville, el Río Harpeth en Kingston Springs y Bellevue, y el Río Red en Port Royal.

## Muertes
19 personas fallecieron en Tennessee, incluyendo a 10 personas en el condado de Davidson, que incluye a Nashville. De las 10 personas muertas en el condado de Davidson, "cuatro victimas fueron encontradas en sus casas, dos en sus autos y cuatro afuera."
Las inundaciones y tornados mataron a seis personas en el norte de Misisipi, y otras cuatro personas murieron en Kentucky.
Las muertes en Misisipi ocurrieron en los siguientes condados:
- Condado de Alcorn – 1 muerto
- Condado de Benton – 2 muertes
- Condado de Lafayette – 1 muerto
- Condado de Lee – muerto en un accidente de aquaplaning en la Ruta 45 en Tupelo
- Condado de Union – 1 muerto en un accidente de aquaplaning en la Ruta de Misisipi 78.

## Gallery
- Wikimedia Commons alberga una categoría multimedia sobre Inundaciones de Tennessee de 2010.

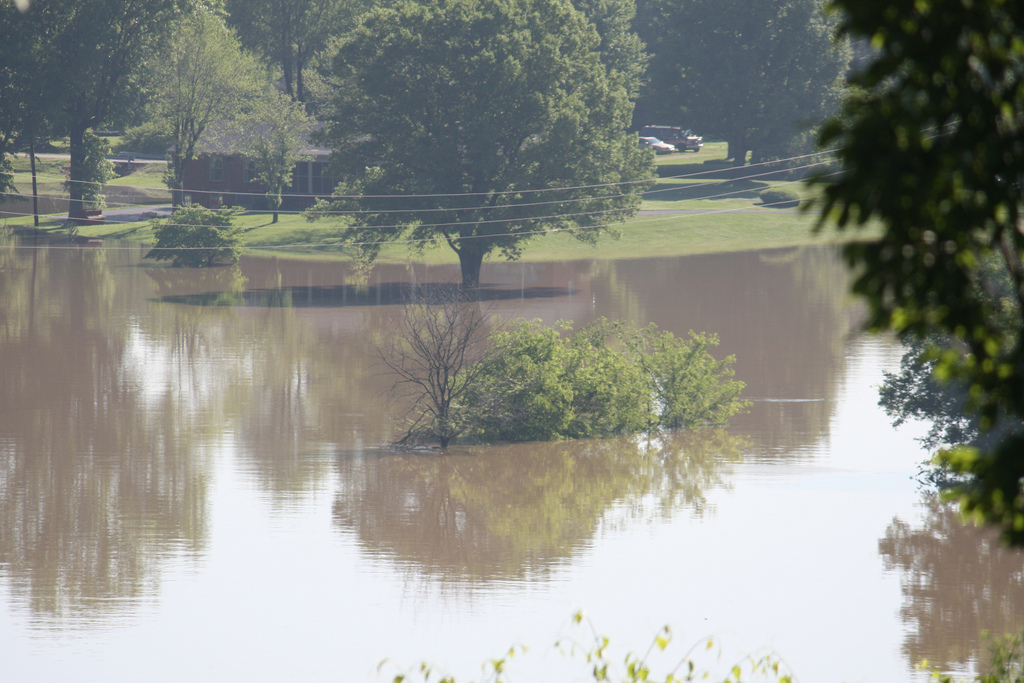
Vista de McGavock Pike mirando hacia el este en el desbordado río Cumberland, Nashville, Tenn.
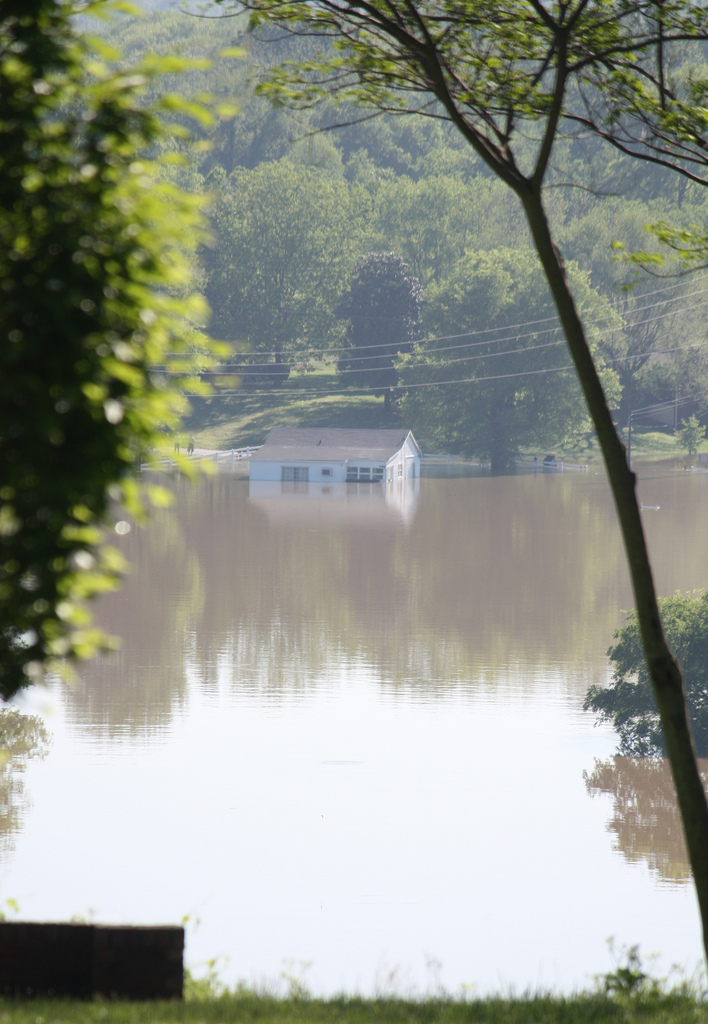
Miranado hacia el este en McGavock Pike en una casa sumergida por el río Cumberland, Nashville, Tenn.
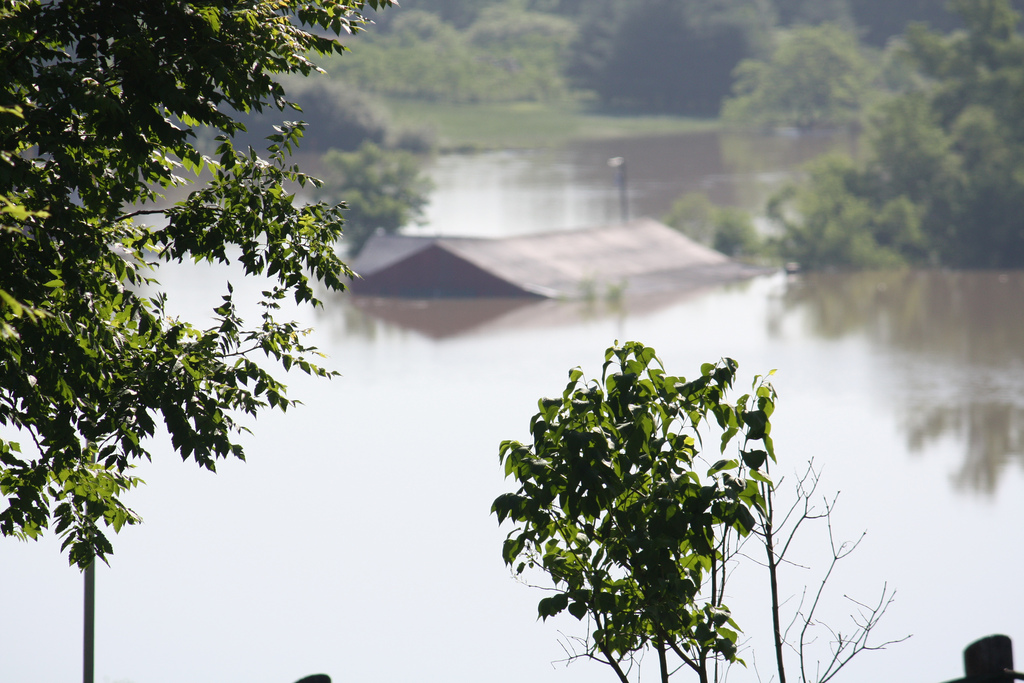
El desbordado río Cumberland cubriendo casi una casa, en Nashville, Tenn.
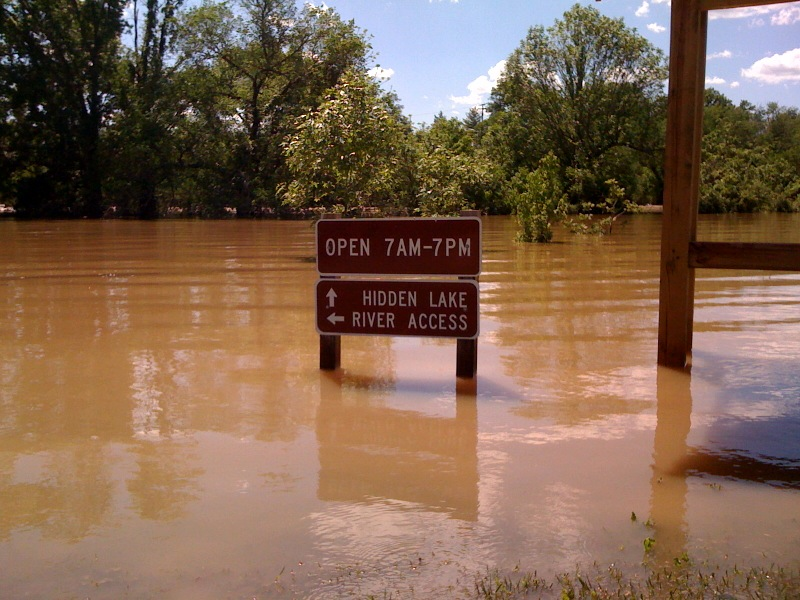
Estacionamiento en el Parque Estatal Hidden Lake en Bellevue, Tenn.